# 99 Luftballons
99 Luftballons er en popsang skrevet af Uwe Fahrenkrog-Petersen og Carlo Karges, indspillet med den vesttyske sangerinde Nena i musikgruppen Nena og udgivet i 1983. "99 Luftballons" blev et stort hit for Nena og blev nr. 1 på den vesttyske singlehitliste i 1983 og nåede i 1984 nr. 2 på den amerikanske Billboard Hot 100. Sangen blev udgivet med en engelsk tekst under titlen "99 Red Balloons", og nåede nr. 1 på den britiske UK Singles Chart.
Carlo Karges fik ideen til sangen ved en The Rolling Stones-koncert i Vestberlin. På et tidspunkt under showet blev en masse balloner sendt ud fra scenen som en del af afslutningen på showet. Karges så, at en af ballonerne drev ind i Østberlin henover Berlinmuren, barrieren, der omringede Vestberlin og forhindrede adgang fra Østberlin og tilstødende områder af Østtyskland i perioden fra 1961 til 1989. Karges forestillede, hvad der ville ske, hvis en radar opfangede den ene ballon og forvekslede den med et fjendtligt fly.
I teksten symboliserer de 99 røde balloner de mange drømme, som hver person havde på hver side af muren. Sangen slutter med beskrivelsen af en verden ødelagt af krig og i ruiner. En enkelt ballon bliver fundet, og Nena synger: Denk’ an dich und lass’ ihn fliegen, hvilket betyder, jeg tænker på dig og lader den flyve.